# Raoul III de Tosny
Raoul III de Tosny, mort vers 1126, seigneur de Conches-en-Ouche, est un baron anglo-normand de la famille de Tosny.

## Biographie
Dans le conflit qui oppose les deux fils survivants de Guillaume le Conquérant, Raoul III choisit d'apporter son soutien au cadet, Henri Ier Beauclerc, récent roi d'Angleterre. À la mort de son père en 1102, il traverse la Manche pour recueillir l'héritage paternel en Angleterre. Le ralliement à Henri lui permet d'abord d'obtenir un beau mariage : il épouse Adelise, la fille et héritière du comte anglo-saxon Waltheof de Northumbrie. 
Dès 1104, Raoul accompagne Henri dans sa campagne de conquête de la Normandie. Campagne qui aboutit, après la bataille de Tinchebray (1106), à l'emprisonnement du duc Robert Courteheuse et à son remplacement par le roi d'Angleterre. Angleterre et Normandie se retrouvent sous le même maître comme au temps de Guillaume le Conquérant. Le soutien du seigneur de Tosny se confirme lors de la révolte des barons de Normandie orientale contre Henri Ier en 1118-1119. Raoul ne rallie pas les rebelles. Toutefois, si l'on suit le récit d'Orderic Vital, son attitude apparaît flottante. Le chef des barons révoltés, Amaury III de Montfort, explique au roi Louis VI de France qu'il faut attaquer la Normandie par le sud-est car Raoul III les aidera. Amaury, qui est l'oncle du seigneur de Tosny, assure que le baron se joindra aux troupes royales avec ses propres vassaux et ouvrira ses quatre forteresses : Conches, Acquigny, Portes, Tosny. À l'automne 1119, Louis VI se décide à intervenir mais les événements suivants montrent que Raoul III n'appuie pas les Français, comme l'espérait le seigneur de Montfort. Toutefois, on devine que Raoul n'est pas un soutien sûr. Raoul II de Gaël, un fidèle du roi d'Angleterre, le soupçonne en effet de vouloir le capturer. Sur l'avis d'Henri Ier, il lui concède Pont-Saint-Pierre et le Val de Pîtres pour s'assurer de sa fidélité. 
En 1123-1124, Amaury de Montfort se révolte à nouveau contre le roi. Raoul III reste fidèle.

## Famille et descendance
Père : Raoul II de Tosny.
Épouse : Adelise, fille de Waltheof, comte de Northumbrie et de Judith, nièce de Guillaume le Conquérant.
Enfants : 
- Roger III de Tosny ;
- Hugues ;
- Plusieurs filles.

### Sources
- Orderic Vital, Histoire de la Normandie, éd. Guizot, tome IV, livre XII et XIII, 1826.